# Classe Illustrious
A Classe Illustrious foi uma classe de porta-aviões operados pela Marinha Real Britânica, composta pelo HMS Illustrious, HMS Formidable, HMS Victorious e HMS Indomitable. Suas construções começaram em 1937 nos estaleiros da Vickers-Armstrongs e Harland & Wolff, foram lançados ao mar em 1939 e 1940 e comissionados entre 1940 e 1941. O projeto da classe procurou priorizar sobrevivência acima de qualquer outra coisa, com as embarcações precisando serem capazes de permanecer em ação mesmo depois de sofrerem danos. Consequentemente receberam blindagem em seu convés de voo e hangares, mas isto veio ao custo do número total de aeronaves que poderiam transportar.
Os quatro porta-aviões da Classe Illustrious podiam carregar até 36 aeronaves. Tinham um comprimento de fora a fora de 225 metros, uma boca de 29 metros, um calado de quase nove metros e um deslocamento padrão de mais de 23 mil toneladas. Seus sistemas de propulsão eram compostos por seis caldeiras que alimentavam três turbinas a vapor, que por sua vez giravam três hélices até uma velocidade máxima de trinta nós (56 quilômetros por hora). Eram armados com uma bateria antiaérea formada por dezesseis canhões de 113 milímetros e vários canhões de 40 milímetros. Os navios também possuíam um pequeno cinturão de blindagem com uma espessura máxima de 114 milímetros.
Os navios entraram em serviço no início da Segunda Guerra Mundial e participaram das Campanhas do Atlântico, Mediterrâneo e Pacífico, incluindo as Batalhas de Tarento, Cabo Matapão e Okinawa, mais as invasões do Norte da África, Sicília e Itália. Além disso, também se envolveram em diversas operações na Noruega, Oceano Índico e Mar Ártico. O Formidable foi tirado de serviço logo após o fim da guerra e desmontado em seguida, enquanto o Illustrious e Indomitable continuaram servindo como navios-escola até serem descomissionados e desmontados na década de 1950. O Victorious foi modernizado e continuou servindo ativamente até ser tirado de serviço em 1968 e desmontado.